# Walter Butler
Pour les articles homonymes, voir Butler.
Walter Butler, né le 16 août 1956, est un homme d'affaires américano-brésilien et français.

## Origines et Formation
Américain par son père et brésilien par sa mère, Walter Butler débarque en France en 1964 à la suite du divorce de ses parents. Après avoir étudié au Lycée Saint-Genès (Bordeaux), il entre à l'Institut d'études politiques de Bordeaux, obtient une maîtrise de droit. Il rentre à l'ENA en 1980.

## Carrière
Walter Butler devient en 1986 conseiller de François Léotard au Ministère de la Culture. Il participe à la privatisation de TF1 en compagnie de Jean-Marie Messier.
Walter Butler est ensuite embauché par la banque américaine Goldman Sachs, et part aux États-Unis. Il découvre alors le capital-risque. Il crée en 1991 une entreprise de capital-risque : Butler Capital Partners spécialisée dans le redressement d'entreprises en difficultés. Il entre au capital de l'agence de publicité BDDP en 1994.
Il réalise plus de 25 investissements sur une durée de 20 ans tels que le groupe Partouche, Virgin Megastore (a déposé le bilan en 2013), Anovo mais également BDDP, IPSOS (cédé en 1999), le groupe Flo (cédé en 2008 à Albert Frère), la SNCM (cédée en 2008), le Paris Saint-Germain (cédé en 2011), Corum (en 2011), NextiraOne (cédé en 2015) etc.
Il a par ailleurs créé de petites entreprises en Chine, notamment à Shanghai (comme Noerden en 2016).
Fin 2021, il devient actionnaire majoritaire du groupe de pâtisseries haut de gamme du français Pierre Hermé.

## Vie privée
Selon ses propres dires, il possède 3 passeports (américain, brésilien et français).